# João Santa Cruz
Coronel João de Santa Cruz Oliveira (Garanhuns16 de abril de 1833 - Monteiro, 1894) foi um político brasileiro.
Importante fazendeiro em Monteiro e líder político da região do Cariri paraibano, foi coronel da Guarda Nacional e deputado provincial da Paraíba no biênio 1884/1885.